# باریازی‌باش
باریازی‌باش (انگلیسی: Baryazibash) یک شهرک در شهرستان کراسنوکامسکی استان باشقیرستان کشور روسیه است.